# Aires de Ornelas e Vasconcelos
Aires de Ornelas e Vasconcelos (Funchal, Sé, 18 de Setembro de 1837 — Goa, 28 de Novembro de 1880), foi um prelado português, Bispo do Funchal e Arcebispo de Goa.

## Família
D. Aires de Ornelas e Vasconcelos era filho de Aires de Ornelas e Vasconcelos Esmeraldo Rolim de Moura e de sua mulher Augusta Correia Vasques Salvago de Brito de Olival, irmão segundo de Agostinho de Ornelas e Vasconcelos Esmeraldo Rolim de Moura e Teive e tio paterno de seu homónimo Aires de Ornelas e Vasconcelos, 1.° Senhor de Dornelas e do Caniço. Foi baptizado na Sé do Funchal.

## Biografia
Foi ordenado padre em 11 de novembro de 1860, na Diocese do Funchal. Era Deão da Sé do Funchal quando celebrou o casamento de seu irmão primogénito com D. Maria Joaquina de Saldanha da Gama em Lisboa, Lapa, na Rua de Santana à Lapa, 224, no oratório da casa dos pais da noiva, a 24 de Abril de 1865.
Foi nomeado Bispo-coadjutor do Funchal, sendo consagrado como bispo-titular de Gérasa em 7 de Maio de 1871, pelo bispo do Funchal, D. Frei Patrício Xavier de Moura e Brito, O.S.A., no Convento dos Inglesinhos em Lisboa. Em 1872, sucedeu como Bispo do Funchal.
Nomeado Arcebispo de Goa, em 23 de Julho de 1874, cargo que ocupou durante seis anos até a sua morte em 28 de Novembro de 1880. Durante sua prelazia em Goa, foi membro do Conselho de Governo da Índia Portuguesa, em 1877 e em 1878.
Foi co-consagrante do Cardeal Patriarca de Lisboa D. José Sebastião de Almeida Neto.
Em 1882, o seu irmão primogénito publicou as suas obras, que precedeu duma notícia biográfica (foi esta obra que lhe deu entrada na Academia Real das Ciências de Lisboa).